# Paul Ehrlich
Paul Ehrlich, nemški bakteriolog in zdravnik, * 14. marec, 1854, Strehlen, Prusija, † 20. avgust, 1915, Bad Homburg, Prusija.

## Mladost
Ehrlich, šlezijski Jud, je v šoli slabo uspeval. Kljub temu se je že od malega zanimal za kemijo in biologijo in je v zadnjih letih gimnazije skušal združiti oboje. Na medicinski fakulteti se je za tiste čase nenavadno živo zanimal za kemijo. Poskušal je, tako kot Walther Flemming (nemški anatom) in Robert Koch (nemški bakteriolog), barvati preparate z novimi anilinskimi barvami. Njegov učitelj Heinrich Wilhelm Gottfried von Waldeyer je na srečo spodbujal mladega moža in na koncu je Ehrlich odkril več uporabnih barv za bakterije; o tem je napisal tudi diplomsko delo. Prav tako se je naučil barvati bela krvna telesca ter odkril novo vrsto le-teh, imenovano mastociti, glede na njihove značilnosti barvanja.

## V iskanjuzdravilazadavico
Potem ko je končal medicino leta 1878 v Leipzigu, je Ehrlich odkril dobro metodo za barvanje bacila tuberkoloze. Zaradi tega se je začel zanj zanimati Koch, čigar specialnost je bila prav ta bolezen. Leta 1882 je začel Ehrlich delati s Kochom, na nesrečo pa je leta 1886 zbolel za lažjo obliko te bolezni in odšel v Egipt, kjer naj bi mu suho podnebje vrnilo zdravje.
Leta 1889 se ozdravljen vrnil iz Egipta. Pridružil se je Behringu in Kitasatu, ki sta takrat delala s Kochom. Leta 1890 je zasedel prosto mesto na Univerzi v Berlinu. Skupaj so skušali najti zdravilo za davico. Podobno kot Charles Richet (francoski fiziolog) je prišel Behring na idejo, da bi uporabili protitelesa. Te naj bi pridobivali iz živali, okuženimi s klicami difterije, ki jih je nekaj let prej odkril Friedrich Löffer, nemški bakteriolog. Ehrlich, ki je bil najbolj nadarjen in iznajdljiv raziskovalec, je do podrobnosti izdelal tehniko dela in določil potrebno količino sredstev. Leta 1892 je bil antitoksin davice pripravljen in je čudežno deloval proti tej otroški bolezni. Ta dosežek je prinesel Ehrlichu profesuro na Univerzi v Berlinu, Behringu pa Nobelovo nagrado.
Ehrlich se je sprl z Behringom in v jezi sta še razšla. Toda Behring se je prepiral z vsakim, ki se ni strinjal z njim. Vse življenje je imel svoje mnenje o poteku raziskav in vsakemu, ki je delal zanj ali z njim, je dal natančna navodila, kako naj se dela; kakršenkoli odmik od teh pravil je bil že vzrok za prepir. To, da je imel Ehrlich prav, ni prav nič omajalo njegovih »diktatorskih« navad.
Leta 1896 je nemška vlada, navdušena nad antitoksinom davice, odprla Inštitut za raziskovanje seruma (nemško Institut für Serumforschung und Serumprüfung), Ehrlich pa je prevzel vodstvo. Še naprej je raziskoval terapijo s serumom in izdelal teorijo o delovanju protiteles, ki je bila takrat moderna, zdaj pa je že precej zastarela.

## Tripansko rdečilo in salvarzan
Po enem času se je spet vrnil k barvanju, ki je po zaslugi mož, kot sta Camillo Golgi, italijanski histolog, in Hans Gram, danski bakteriolog, postalo zelo pomembno pri mikroskopiranju. Ehrlich je pametno sklepal, da je vrednost barv v tem, da se nekatere celice obarvajo, kar jih loči od brezbarvnega ozadja. Torej barvilo ne bi obarvalo bakterije, če ne bi reagiralo z določeno snovjo v bakteriji. Če pa reagira, le-to navadno ubije. Če bi lahko našli barvilo, ki bi pobarvalo bakterijo in ne drugih celic, bi to utegnila biti kemična snov, ki bi ubila bakterijo, ne da bi poškodovala človeka. Torej rad bi našel »magično kroglo«, ki bi v telesu iskala parazite in jih uničevala.
Ehrlich je zares odkril barvo, imenovano tripansko rdečilo, ki je pomagala uničevati tripanosome, ki povzročajo več bolezni, med njimi tudi spalno bolezen. Po nadaljnjih raziskavah je ugotovil, da vsebuje aktivna skupina tripanskega rdečila dušikov atom. Arzenovi atomi so po svojih kemičnih lastnostih zelo podobni dušikovim in tvorijo zelo strupene spojine. Eno za drugo je začel preizkušati organske spojine, ki vsebujejo arzen (vse, ki jih je lahko našel ali sintetiziral). K temu je navdušil tudi svoje študente in sodelavce in preizkusili so na stotine spojin. Leta 1907 je odkril dihidroksidiaminoarsenobenzenov hidroklorid, ki je imel zaporedno številko odkritja 606. Ker ni prav dobro deloval proti tripanosomam, ga je pustil ob strani in iskal naprej.

## Nobelova nagrada insalvarzan
Leta 1908 je Ehrlich delil z Mečnikovom Nobelovo nagrado za fiziologijo ali medicino, v glavnem za svoje delo na področju imunologije in serumske terapije. Kljub temu je prišel do največjega odkritja šele po Nobelovi nagradi, kar pa se ni zgodilo le v tem primeru.
Leta 1909 je novi Ehrlichov asistent, Sahachiro Hata, pri tem, ko je preizkušal arzenove spojine, da bi odkril snov, ki ubija tripanosome, znova izvlekel spojino 606: še vedno ni učinkovalo na tripanosome, se pa je izkazalo, da je izredno dober ubijalec mikroorganizmov v obliki spirohet, ki povzročajo sifilis. V tistih časih je ta bolezen še vedno bila skrivnostna. Ehrlich je zato takoj planil na odkritje svojega asistenta, ga potrdil z opazovanjem in leta 1910 oznanil svetu; spojino je imenoval salvarzan. Ostanek svojega življenja si je vneto prizadeval, da bi zdravniki spojino uporabljali pravilno, saj so ob nepravilnostih sledile tragedije. Ehrlich je bil zato tarča napadov drugih strokovnjakov, ki so ga označevali kot mazača in morilca, kar se je izkazalo za popolnoma neutemeljeno. Ehrlich je tako izšel kot zmagovalec in je to le še potrdilo njegov status dobrotnika človeštva.
Umrl je star 61 let, pokopali pa so ga na židovskem pokopališčiu v Frankfurtu. Generacijo pozneje so grobnico oskrunili nacisti, po drugi svetovni vojni pa je bila obnovljena. 

## Modernakemoterapija
Tripansko rdečilo in salvarzan sta označila začetek moderne kemoterapije. Kemilne spojine so uporabljalo proti boleznim že pred Ehrlichom, v resnici že od začetka zgodovine. Toda kot kinin proti malariji aali kot naprstec proti obolenju srca so bila to ljudska zdravila, ki so jih odkrili po naključju. Ehrlichova kemična zdravila pa so bila premišljeno poiskana z vsemi tehničnimi pripomočki znanosti v takratnem času.
Po odkritju salvarzana so mislili, da bodo zelo hitro našli kemično zdravilo za sleherno infekcijsko bolezen, vendar je moralo pretečti še četrt stoletja, dokler je Gerhard Domagk, nemški biokemik, napravil še naslednji korak na področju kemoterapije.